# Alphabet basque
Pour un article plus général, voir Basque.

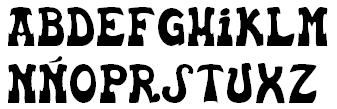
Police d'écriture Basque traditionnelle.

La langue basque s'écrit avec l'alphabet latin et son orthographe est largement inspirée de celle du castillan. Elle est globalement phonétique, toutes les lettres d'un mot se prononçant à l'exception du h, qui est muet dans la plupart des dialectes. Généralement, les voyelles qui se suivent forment une diphtongue.

## Liste des lettres
L'alphabet basque proprement dit comporte 22 lettres, dont u qui possède la variante ü. Comme en castillan mais contrairement au français, le ñ est considéré comme une lettre à part entière et pas comme une variante de n. De plus, 5 autres lettres peuvent se rencontrer à travers des emprunts étrangers, dont c qui possède la variante ç ; ces lettres sont indiqués dans la liste qui suit par la couleur verte:
| Lettre | Nom                              |
| ------ | -------------------------------- |
| A      | a                                |
| B      | be                               |
| C      | ze (et sa variante Ç ze hautsia) |
| D      | de                               |
| E      | e                                |
| F      | efe                              |
| G      | ge                               |
| H      | hatxe                            |
| I      | i                                |
| J      | jota                             |
| K      | ka                               |
| L      | ele                              |
| M      | eme                              |
| N      | ene                              |
| Ñ      | eñe                              |
| O      | o                                |
| P      | pe                               |
| Q      | ku                               |
| R      | erre                             |
| S      | ese                              |
| T      | te                               |
| U      | u                                |
| V      | uve                              |
| W      | uve bikoitza                     |
| X      | ixa                              |
| Y      | i grekoa                         |
| Z      | zeta.                            |

### Lettres non-standards
Dans ses travaux linguistiques, l'Académie de la langue basque utilise quelques extensions à l'alphabet de base de 22 lettres afin de noter de manière très précise la prononciation :
- Le son [ ʒ] est transcrit ⟨ ¡ ⟩
- Le son [θ] est transcrit ⟨ c ⟩
- Le son [ʁ] est transcrit ⟨ R ⟩
- Le son [ j] est transcrit ⟨ y ⟩

## Prononciation indicative des lettres
- a : a (comme en français)
- b : b (comme en français ; entre voyelles, /β/, comme en espagnol)
- d : d (comme en français ; entre voyelles, /δ/, comme en espagnol) ; le digramme dd est un d mouillé, à peu près comme dans le mot diable
- e : è (son intermédiaire entre é et è, jamais muet)
- f : f (comme en français)
- g : g (toujours dur, même devant i ; entre voyelles, /γ/, comme en espagnol)
- h : h (muet, aspiré dans les dialectes septentrionaux)
- i : i (comme en français)
- j : y (en biscayen, labourdin et navarrais) ; fricative vélaire sourde [x] (guipuscoan : comme le j espagnol) ; comme le j français (souletin)
- k : k (comme en français)
- l : l (comme en français ; le digramme ll, comme le ll castillan ou le gli italien dans le mot figlio)
- m : m (comme en français)
- n : n (comme en français)
- ñ : ñ (comme en espagnol ou gn en français ou italien)
- o : o (o ouvert comme en français)
- p : p (comme en français)
- r : r roulé une fois (évoque le l) ; en souletin, le r intervocalique est généralement muet
- rr : r roulé commun
- s : s rétroflexe (langue pointée vers le haut, semblable au /s̺/ du nord de l'Espagne ou au Σ grec ; à l'oreille, proche de ch)
- t : t  (comme en français)
- tt : t palatal mouillé (un peu comme tye)
- ts : ts rétroflexe
- tx : tch
- tz : tz allemand dans Austerlitz
- u : ou
- x : ch, comme dans le mot chou, sauf dans les emprunts comme taxi, oxigeno... où il est prononcé comme ks
- z : s initial français (comme dans le mot sire, jamais comme dans le mot désir)